# Ипхофен
Ипхофен (нем. Iphofen) — город и городская община в Германии, в земле Бавария.
Подчинён административному округу Нижняя Франкония. Входит в состав района Китцинген. Подчиняется управлению Ипхофен. Население составляет 4403 человека (на 31 декабря 2010 года). Занимает площадь 78,01 км². Официальный код — 09 6 75 139.
Городская община подразделяется на 4 городских района.

## Население
По оценке на 31 декабря 2015 года население общины Ипхофен составляет 4584 чел. 

| Дата      | 1840 | 1871 | 1900 | 1925 | 1939 | 1950 | 1961 | 1970 | 1987 | 2011 |
| --------- | ---- | ---- | ---- | ---- | ---- | ---- | ---- | ---- | ---- | ---- |
| Население | 4164 | 4223 | 3869 | 3567 | 3467 | 4718 | 4275 | 4308 | 4046 | 4481 |

| Год       | 1960 | 1970 | 1980 | 1990 | 2000 | 2009 | 2010 | 2011 | 2012 | 2013 | 2014 | 2015 |
| --------- | ---- | ---- | ---- | ---- | ---- | ---- | ---- | ---- | ---- | ---- | ---- | ---- |
| Население | 4233 | 4278 | 3995 | 4200 | 4395 | 4381 | 4403 | 4465 | 4495 | 4491 | 4540 | 4584 |

## Фотогалерея

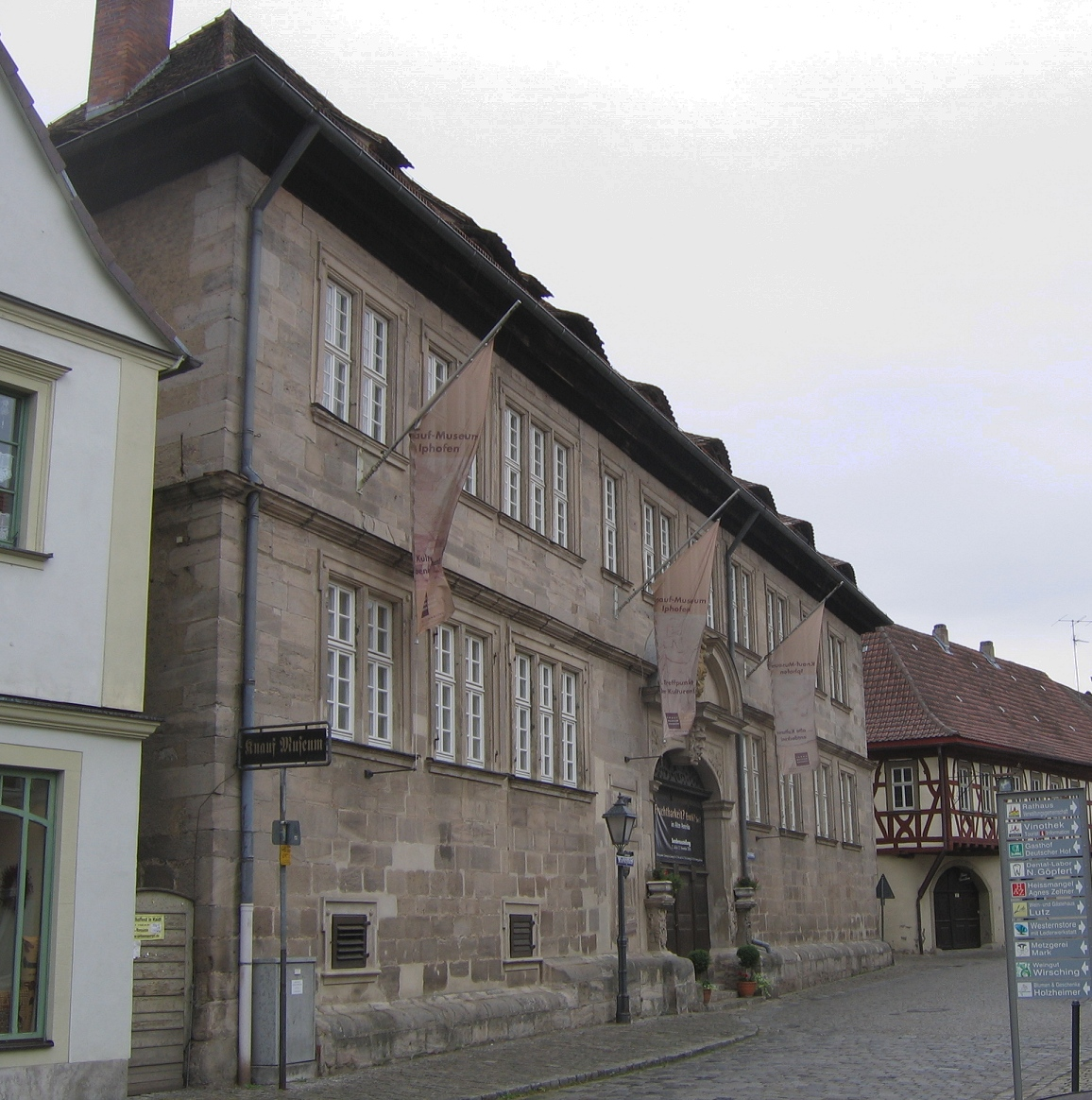
Музей
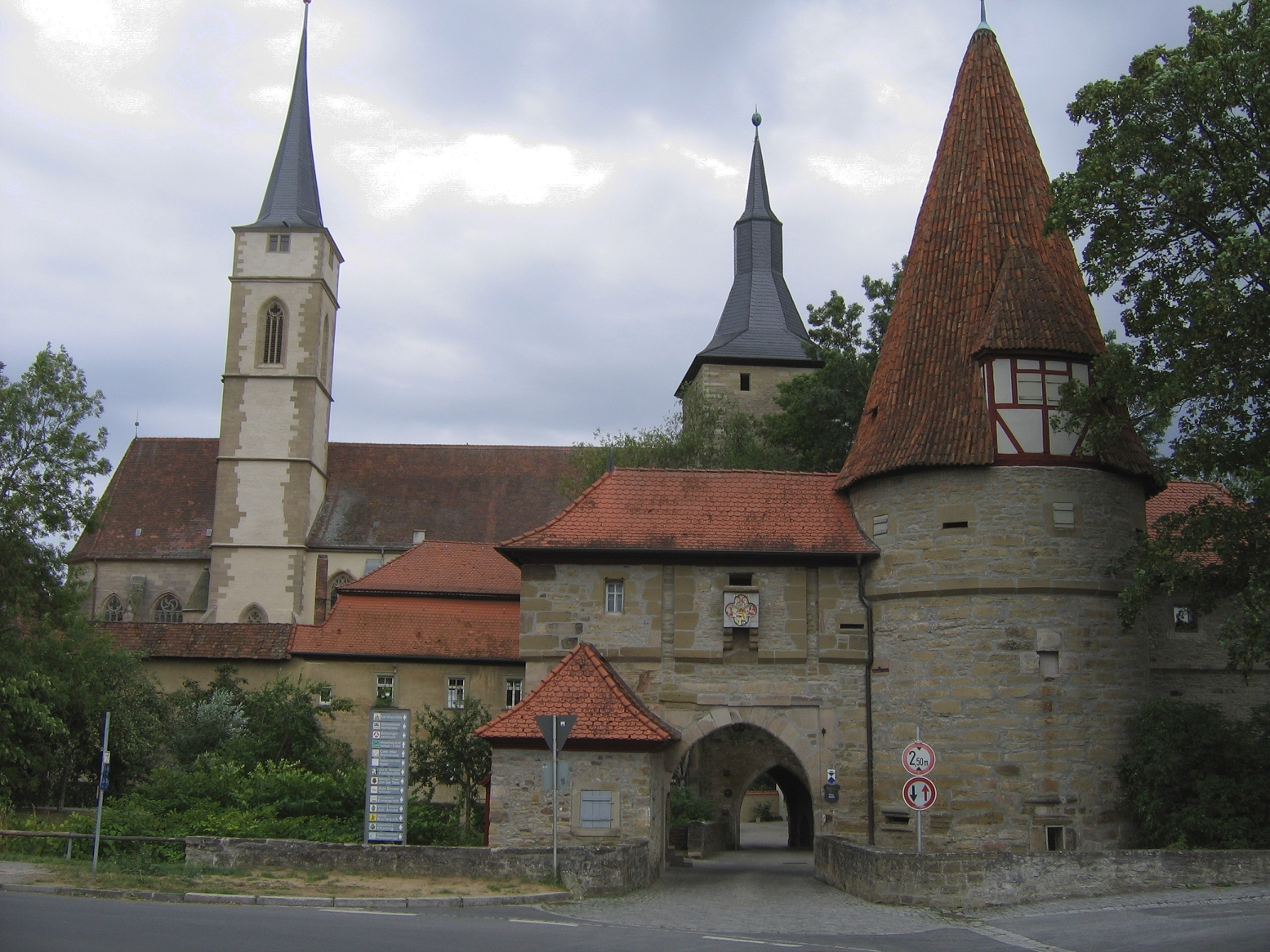
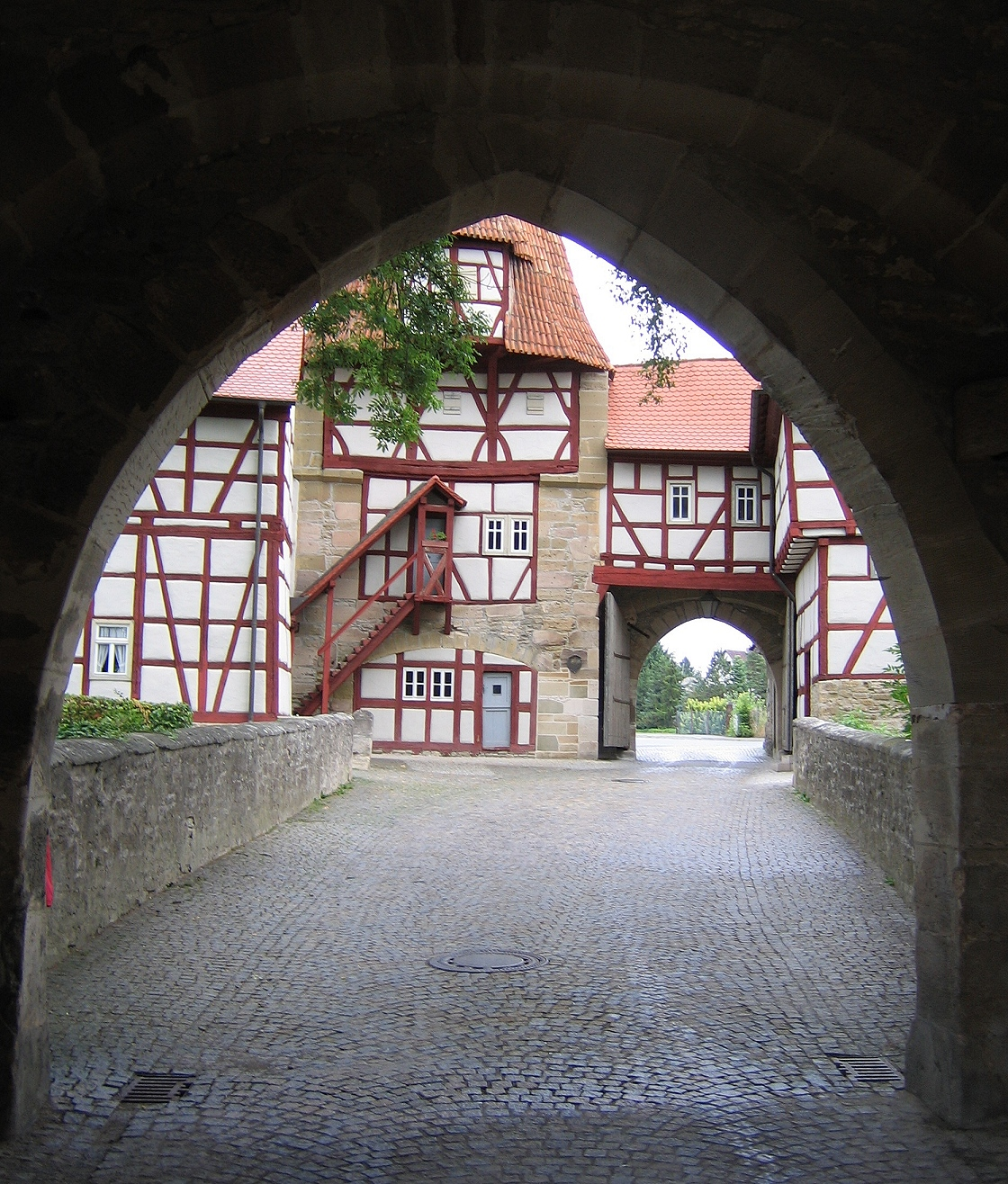
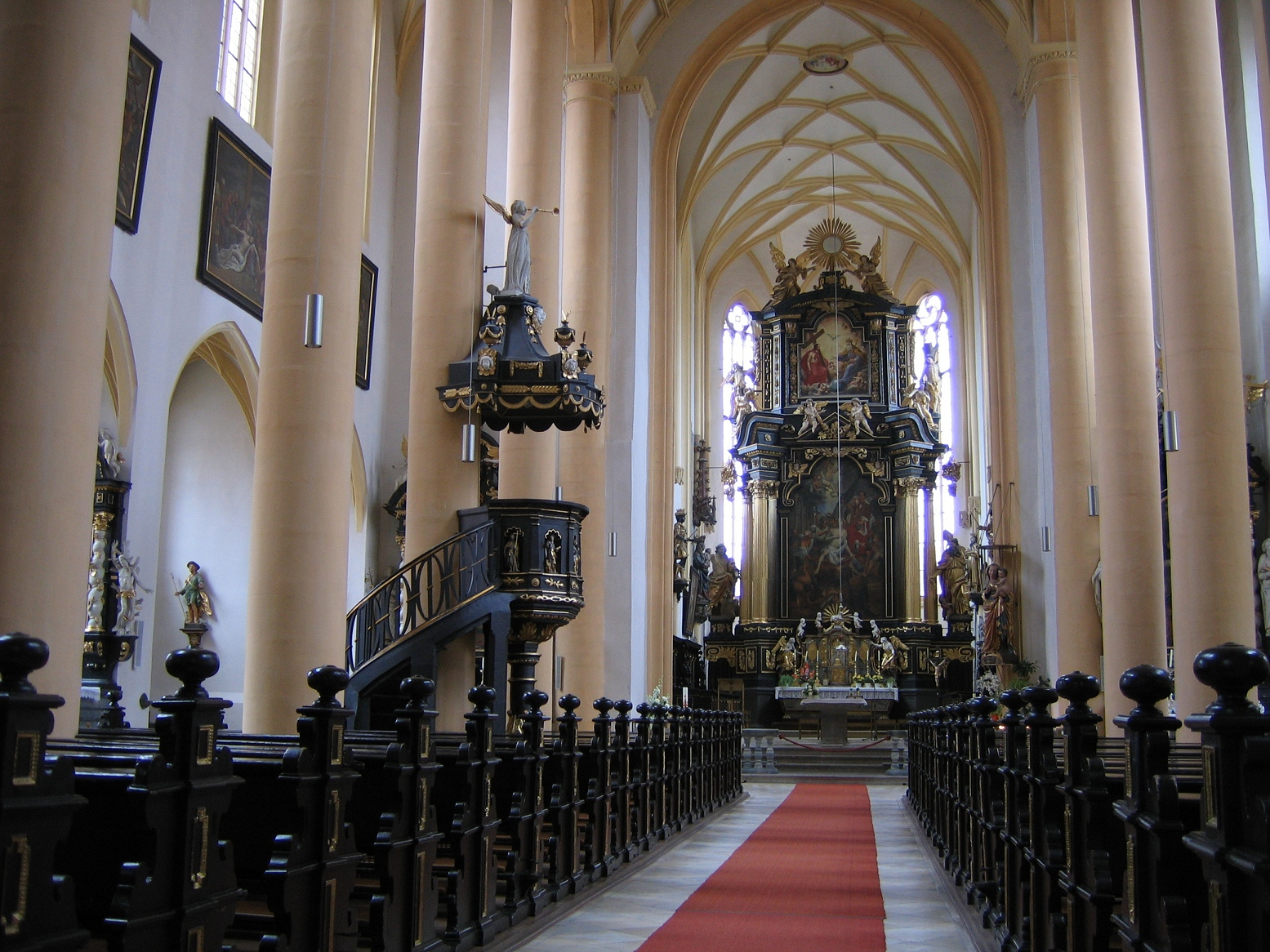
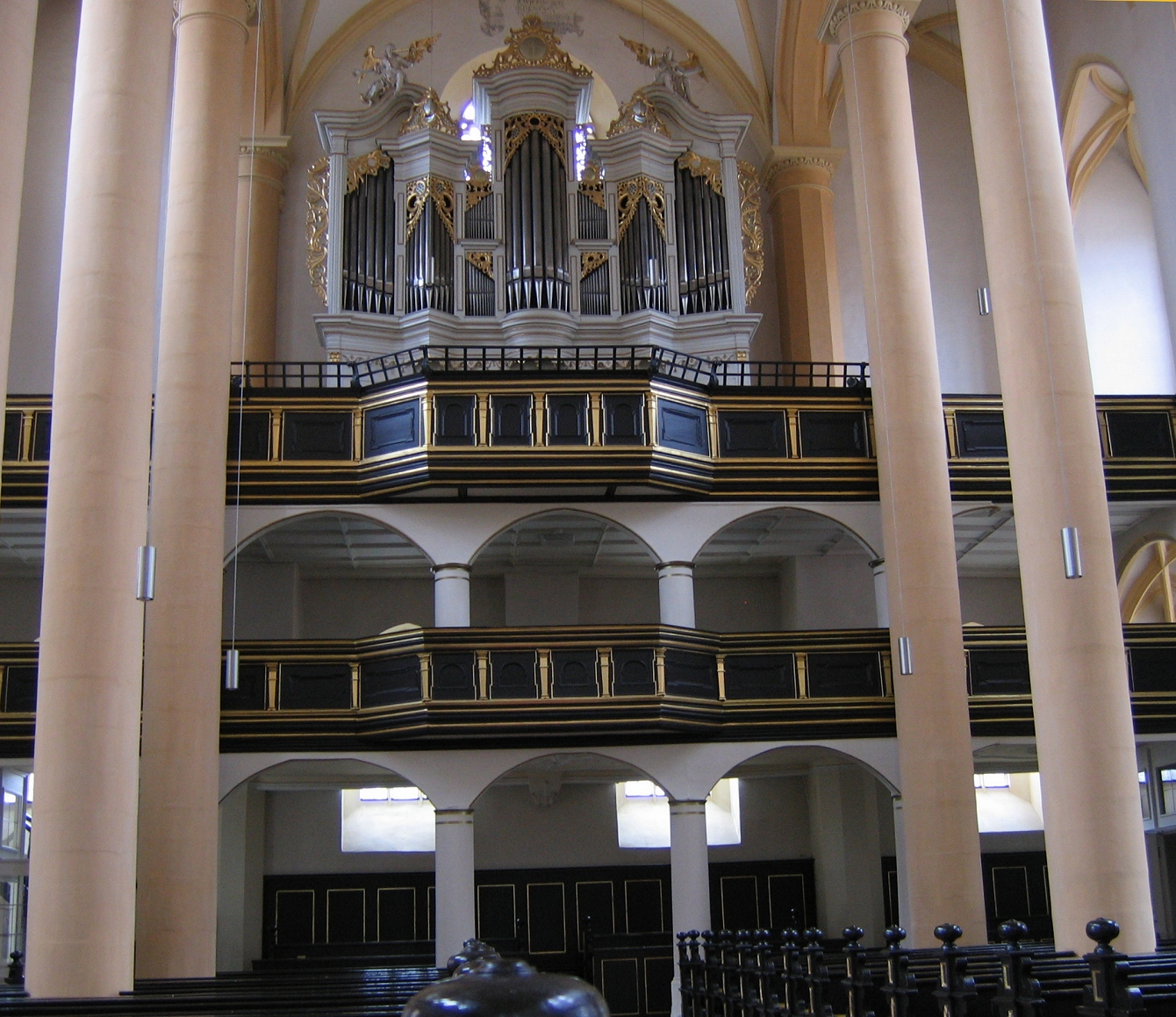
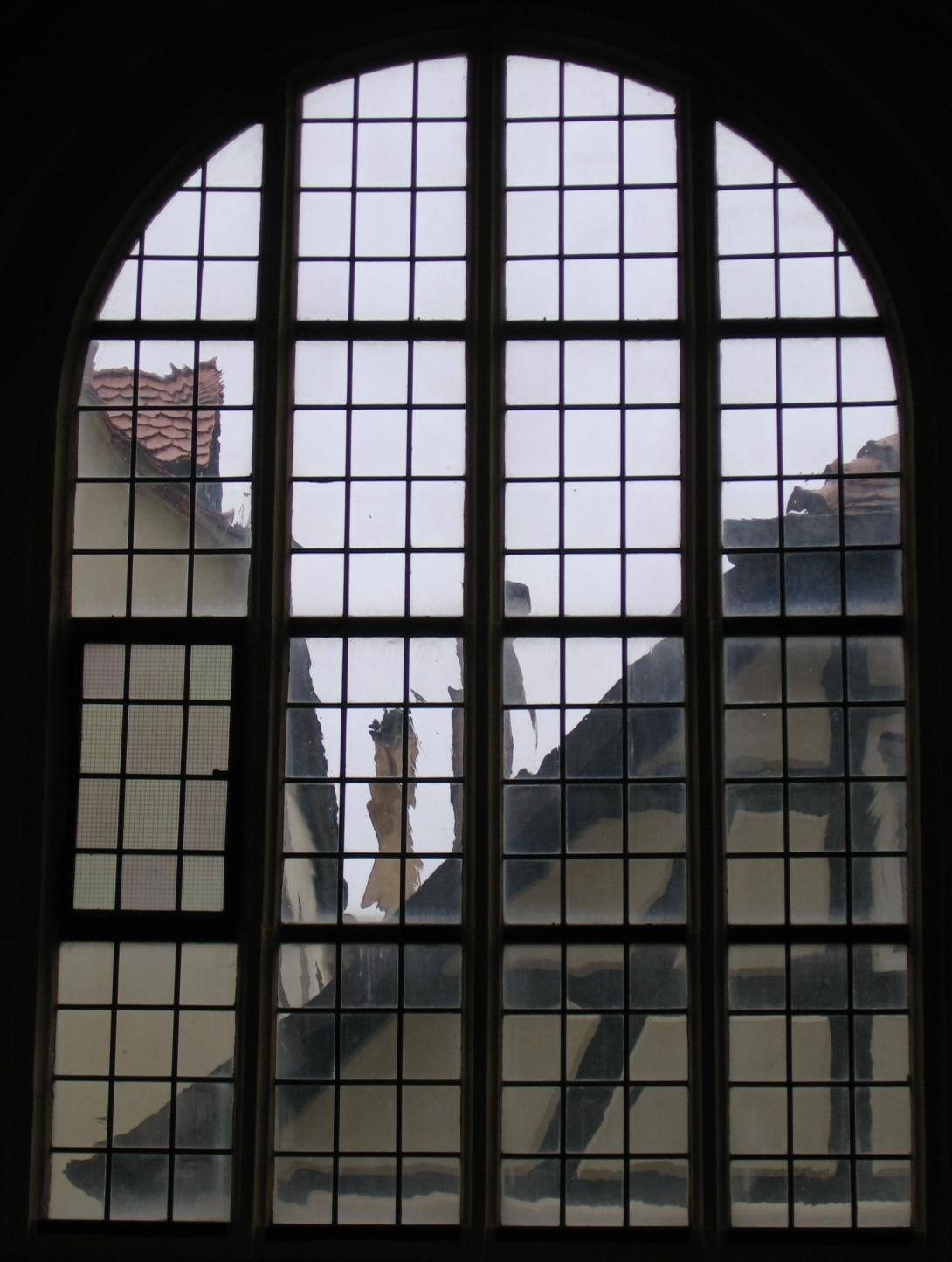